# Kurt Fricke
Kurt Fricke född 8 november 1889 i Berlin, död 2 maj 1945 i Berlin, var en tysk sjömilitär, amiral 1942. Han erhöll Riddarkorset av Järnkorset 1942. Fricke stupade i slutskedet av slaget om Berlin.